# 박명환 (야구인)
박명환(朴明桓, 1977년 6월 7일 ~ )은 전 KBO 리그 NC 다이노스의 투수이자, 전 크리에이터 전 대학야구코치 현 고등학교 코치이다.

## 선수 시절

### 아마추어 시절
서울 출신으로 서울청구초등학교와 충암중학교를 거쳐 충암고등학교에 입학했다. 충암고등학교 3학년 때인 1995년 제 25회 봉황대기 전국고교야구대회에서 총 6경기에 등판해 42.2이닝 동안 4자책점, 50탈삼진, 평균자책점 0.84를 기록하면서 팀을 우승으로 이끌고 최우수 선수상도 수상했다. 이 대회에서 호투하면서 서울지역 고교 최대어로 부상하게 되었고, 당초 고려대학교에 진학하려던 계획을 수정하여 OB 베어스에 입단하게 되었다.

### OB 베어스&두산 베어스시절

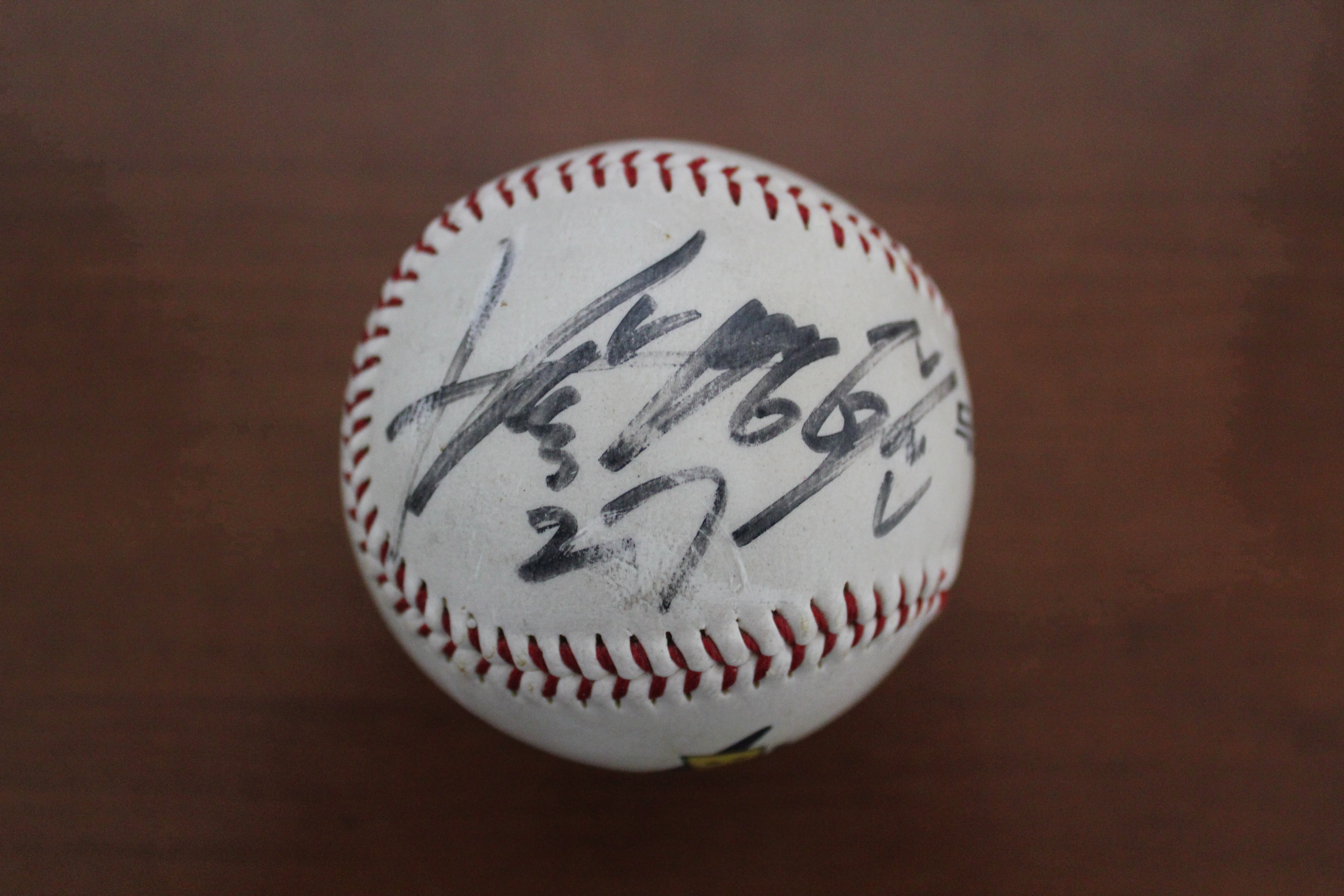
박명환의 두산 베어스 시절 사인볼

1996년 신인 드래프트에서 고졸 우선 지명을 받고 입단했다. 시속 150km가 넘는 빠른 공과 위력적인 슬라이더를 구사하는 파워 피처였지만, 프로 데뷔 초창기만 해도 변화구의 컨트롤에 문제가 있었다. 이는 1996년부터 3년 동안 연속으로 폭투 1위를 한 기록이 증명했다. 많은 때는 한 시즌에 21개나 하기도 했다.등번호는 27번을 사용했다.

### LG 트윈스시절
2006년 시즌 후 일본 진출을 노렸으나 무산되었고, FA를 선언하여 4년 40억원의 조건으로 LG 트윈스에 이적했다. 이 때 두산 베어스는 보상 선수로 투수 신재웅을 지명했다.
2007년 이적 첫 해에는 10승 6패를 기록하여 자리잡는 듯했으나, 2008년부터 내리막길을 급격히 걷기 시작했다. 2008년 4월 24일 한화전에 선발 투수로 등판하여 4.1이닝 동안 7피안타 5실점을 기록하면서 패전 투수가 되었다. 그 경기 후 어깨 통증을 호소하였고 2군에 내려가게 되었다. 2008년 6월 11일, 미국 캘리포니아주 로스앤젤레스에 위치한 조브 클리닉에서 관절경 검사와 어깨 수술을 받았다.
2009년 5월 17일 넥센 히어로즈와의 경기에서 389일만에 1군으로 등판해서, 4이닝 3피안타 2실점을 기록하였다. 그러나 이후 허벅지 통증으로 다시 2군으로 내려가면서 2009년에는 단 4경기만 나오고 1패만 기록하여 또다시 시즌을 접었다.
2010년 4월 24일 한화 이글스전에서 역대 22번째로 통산 100승을 거두었다. 그러나 이후 어깨 부상 재발 등으로 부진하여 중간에 시즌을 마감했고 4승 6패, 6점대 평균자책점으로 부진한 성적을 거뒀다. 게다가 LG 트윈스의 새로운 연봉제 방식이 도입되면서 무려 90%나 삭감된 5,000만원에 계약하였다. 이는 역대 KBO 리그 최대 연봉 삭감이다. 2011년에는 재활로 1군에 올라오지 못했고, 결국 2012년에 방출되었다.

### NC 다이노스시절

#### 2014년 시즌
이후 LG 트윈스의 트레이너였던 김병곤의 밑에서 재활을 계속 하였다. 2013년 공개 입단 테스트를 자청했고, 2013년 10월 5일 연봉 5,000만 원에 NC 다이노스와 계약하면서 2년여 만에 복귀했다. 2014년 6월 4일에 1,425일만에 1군 마운드에 올라 박헌도를 상대로 탈삼진을 기록하며 역대 5번째 개인 통산 1,400탈삼진을 기록하였다.

#### 2015년 시즌
5월 17일 삼성 라이온즈와의 경기에서 선발 출전하여 6이닝 2피안타, 4탈삼진 무실점 호투를 펼치며 2010년 6월 23일 SK 와이번스와의 경기 이후로 1789일만에 승리 투수가 되었다.

## 야구선수 은퇴 후
11월 9일에 은퇴하면서, 고양 다이노스 투수 보조코치로 임명됐다.
2018년 러시아 월드컵 이후 김병지와 함께 인터넷 방송을 시작했다.

## 별명
2005년 여름 시즌에 더위를 이기기 위해 모자 안에 양배추를 쓴 것이 보도되어 화제가 된 적이 있었는데, 이 일로 인해 별명이 '박배추'가 되었다. 그 이유는 그가 갑상선 기능 항진증 때문에 더위에 민감하기 때문이다.

### 등번호
- 51 - 1996년 ~ 1997년
- 27 - 1998년 ~ 2012년
- 41 - 2014년

## 논란
2006년 WBC 도중 국제 야구 연맹(IBAF)이 주관해 실시한 도핑 테스트에서 금지 약물 중 하나인 노르안드로스텐디아올이 검출됐다. 그래서 엔트리에서 제외된 것은 물론, 2년 간 국제 대회에 참가할 수 없게 됐다. 당시 그는 오랫동안 계속되었던 어깨 통증 때문에 약물을 복용하고 있었고, 그것이 결국 그의 발목을 잡게 되었다.

## 출신 학교
- 서울청구초등학교
- 충암중학교
- 충암고등학교
- 대불대학교 (프로입단후)

## 경력

### 수상
- 1995년 봉황대기 전국고교야구대회 최우수 선수

### 국가대표 경력
- 2002년 부산 아시안 게임 대표
- 2006년 WBC 대표

## 연봉
| 연도   | 연봉      | 인상율(%) | 비고 |
| ------ | --------- | --------- | ---- |
| 2010년 | 5억원     | 0         | FA   |
| 2011년 | 5억원     | 0         | FA   |
| 2012년 | 5,000만원 | -90       |      |
| 2014년 | 5,000만원 | 0         |      |
| 2015년 | 4,000만원 | -20       |      |

## 통산 기록
| 연 도           | 소 속           | 나 이           | 승 리 | 패 전 | 승 률 | 평 자 책 | 출 장 | 선 발 | 완 투 | 완 봉 | 세 이 브 | 홀 드 | 이 닝  | 피 안 타 | 피 홈 런 | 볼 넷 | 고 4 | 탈 삼 진 | 몸 맞 | 보 크 | 폭 투 | 실 점 | 자 책 | 타 자 수 | W H I P |
| --------------- | --------------- | --------------- | ----- | ----- | ----- | -------- | ----- | ----- | ----- | ----- | -------- | ----- | ------ | -------- | -------- | ----- | ---- | -------- | ----- | ----- | ----- | ----- | ----- | -------- | ------- |
| 1996            | OB              | 20              | 7     | 12    | .368  | 3.84     | 28    | 28    | 5     | 3     | 0        | 0     | 185.1  | 149      | 18       | 78    | 3    | 139      | 9     | 0     | 15    | 86    | 79    | 781      | 1.23    |
| 1997            | OB              | 21              | 8     | 12    | .400  | 3.96     | 26    | 26    | 2     | 0     | 0        | 0     | 154.2  | 138      | 8        | 75    | 0    | 126      | 7     | 1     | 21    | 74    | 68    | 665      | 1.38    |
| 1998            | OB              | 22              | 14    | 11    | .560  | 3.22     | 31    | 28    | 5     | 1     | 0        | 0     | 187.0  | 159      | 8        | 112   | 2    | 181      | 8     | 0     | 18    | 75    | 67    | 809      | 1.45    |
| 1999            | 두산            | 23              | 1     | 1     | .500  | 4.96     | 7     | 4     | 0     | 0     | 1        | 0     | 16.1   | 13       | 0        | 12    | 0    | 20       | 1     | 0     | 2     | 9     | 9     | 75       | 1.53    |
| 2000            | 두산            | 24              | 1     | 0     | 1.000 | 3.09     | 6     | 2     | 0     | 0     | 0        | 1     | 11.2   | 6        | 3        | 7     | 1    | 19       | 0     | 0     | 0     | 4     | 4     | 47       | 1.11    |
| 2001            | 두산            | 25              | 8     | 5     | .615  | 4.29     | 38    | 5     | 0     | 0     | 7        | 3     | 77.2   | 76       | 6        | 31    | 1    | 77       | 3     | 0     | 10    | 41    | 37    | 334      | 1.38    |
| 2002            | 두산            | 26              | 14    | 10    | .583  | 3.44     | 30    | 29    | 0     | 0     | 0        | 0     | 185.2  | 173      | 12       | 68    | 2    | 169      | 7     | 1     | 5     | 78    | 71    | 782      | 1.30    |
| 2003            | 두산            | 27              | 5     | 10    | .333  | 5.19     | 19    | 18    | 0     | 0     | 0        | 0     | 100.2  | 113      | 13       | 46    | 0    | 76       | 3     | 0     | 2     | 65    | 58    | 452      | 1.58    |
| 2004            | 두산            | 28              | 12    | 3     | .800  | 2.50     | 26    | 26    | 0     | 0     | 0        | 0     | 158.2  | 130      | 4        | 52    | 1    | 162      | 7     | 0     | 8     | 50    | 44    | 651      | 1.15    |
| 2005            | 두산            | 29              | 11    | 3     | .786  | 2.96     | 20    | 20    | 0     | 0     | 0        | 0     | 112.1  | 81       | 4        | 58    | 0    | 113      | 6     | 0     | 17    | 40    | 37    | 473      | 1.24    |
| 2006            | 두산            | 30              | 7     | 7     | .500  | 3.46     | 28    | 19    | 1     | 0     | 1        | 4     | 122.1  | 90       | 6        | 48    | 0    | 132      | 2     | 0     | 5     | 52    | 47    | 502      | 1.13    |
| 2007            | LG              | 31              | 10    | 6     | .625  | 3.19     | 27    | 26    | 0     | 0     | 0        | 0     | 155.1  | 133      | 11       | 72    | 0    | 117      | 4     | 1     | 7     | 59    | 55    | 659      | 1.32    |
| 2008            | LG              | 32              | 0     | 3     | .000  | 8.61     | 5     | 5     | 0     | 0     | 0        | 0     | 23.0   | 32       | 1        | 19    | 0    | 16       | 2     | 0     | 2     | 22    | 22    | 118      | 2.22    |
| 2009            | LG              | 33              | 0     | 1     | .000  | 6.19     | 4     | 4     | 0     | 0     | 0        | 0     | 16.0   | 14       | 2        | 9     | 0    | 6        | 0     | 0     | 0     | 12    | 11    | 70       | 1.44    |
| 2010            | LG              | 34              | 4     | 6     | .400  | 6.63     | 15    | 15    | 0     | 0     | 0        | 0     | 76.0   | 94       | 17       | 31    | 0    | 46       | 3     | 0     | 4     | 62    | 56    | 350      | 1.65    |
| 2014            | NC              | 38              | 0     | 2     | .000  | 7.20     | 5     | 1     | 0     | 0     | 0        | 0     | 5.0    | 7        | 1        | 8     | 0    | 7        | 1     | 0     | 1     | 5     | 4     | 31       | 3.00    |
| 2015            | NC              | 39              | 1     | 1     | .500  | 4.85     | 11    | 4     | 0     | 0     | 0        | 0     | 26.0   | 36       | 6        | 5     | 0    | 15       | 3     | 0     | 2     | 14    | 14    | 118      | 1.58    |
| KBO 통산 : 17년 | KBO 통산 : 17년 | KBO 통산 : 17년 | 103   | 93    | .526  | 3.81     | 326   | 260   | 13    | 4     | 9        | 8     | 1613.2 | 1444     | 120      | 731   | 10   | 1421     | 66    | 3     | 119   | 748   | 683   | 6917     | 1.35    |

- 시즌 기록 중 굵은 글씨는 해당 시즌 최고 기록, 빨간 글씨는 한국 프로야구 역사상 최고 기록

## 주요 기록
| 기록            | 날짜           | 소속팀 | 상대팀 | 구장 | 기타                         |
| --------------- | -------------- | ------ | ------ | ---- | ---------------------------- |
| 통산 1400탈삼진 | 2014년 6월 4일 | NC     | 넥센   | 마산 | 역대 5번째 상대타자 : 박헌도 |